# قائمة قرارات مجلس الأمن التابع للأمم المتحدة من 2101 إلى 2200
هذه قائمة قرارات مجلس أمن الأمم المتحدة رقم 2101 إلى 2200 المعتمدة في الفترة بين 25 أبريل 2013 و12 فبراير 2015.

## القائمة
| القرارات | التاريخ        | التصويت                                          | الاهتمامات                                                                                     |
| -------- | -------------- | ------------------------------------------------ | ---------------------------------------------------------------------------------------------- |
| 2101     | 25 أبريل 2013  | 15-0-0                                           | الحالة في ساحل العاج                                                                           |
| 2102     | 2 مايو 2013    | 15-0-0                                           | الوضع في الصومال                                                                               |
| 2103     | 22 مايو 2013   | 15-0-0                                           | الحالة في غينيا بيساو                                                                          |
| 2104     | 29 مايو 2013   | 15-0-0                                           | فصل السودان و جنوب السودان                                                                     |
| 2105     | 5 يونيو 2013   | 15-0-0                                           | تمديد ولاية لجنة مراقبة العقوبات ضد إيران                                                      |
| 2106     | 24 يونيو 2013  | 15-0-0                                           | إعادة تأكيد 14 قرارا                                                                           |
| 2107     | 27 يونيو 2013  | 15-0-0                                           | حالة العراق و الكويت                                                                           |
| 2108     | 27 يونيو 2013  | 15-0-0                                           | التوترات في الشرق الأوسط                                                                       |
| 2109     | 11 يوليو 2013  | 15-0-0                                           | الوضع في السودان و جنوب السودان                                                                |
| 2110     | 24 يوليو 2013  | 15-0-0                                           | الوضع في العراق                                                                                |
| 2111     | 24 يوليو 2013  | 15-0-0                                           | الوضع في الصومال                                                                               |
| 2112     | 30 يوليو 2013  | 15-0-0                                           | الحالة في ساحل العاج                                                                           |
| 2113     | 30 يوليو 2013  | 15-0-0                                           | تقارير الأمين العام عن السودان                                                                 |
| 2114     | 30 يوليو 2013  | 13–0–2 (الممتنعون عن التصويت: أذربيجان، باكستان) | الحالة في قبرص، تمدد ولاية قوة الأمم المتحدة لحفظ السلام                                       |
| 2115     | 29 أغسطس 2013  | 15-0-0                                           | الوضع في الشرق الأوسط                                                                          |
| 2116     | 18 سبتمبر 2013 | 15-0-0                                           | الحالة في ليبيريا                                                                              |
| 2117     | 26 سبتمبر 2013 | 14–0–1 (ممتنع: الاتحاد الروسي)                   | الأسلحة الصغيرة والأسلحة الخفيفة، معاهدة تجارة الأسلحة                                         |
| 2118     | 27 سبتمبر 2013 | 15-0-0                                           | حول الأسلحة الكيميائية في سوريا                                                                |
| 2119     | 10 أكتوبر 2013 | 15-0-0                                           | الحالة في هايتي                                                                                |
| 2120     | 10 أكتوبر 2013 | 15-0-0                                           | الوضع في أفغانستان                                                                             |
| 2121     | 10 أكتوبر 2013 | 15-0-0                                           | الحالة في جمهورية أفريقيا الوسطى                                                               |
| 2122     | 18 أكتوبر 2013 | 15-0-0                                           | إعادة تأكيد 6 قرارات                                                                           |
| 2123     | 12 نوفمبر 2013 | 15-0-0                                           | الوضع في يوغوسلافيا                                                                            |
| 2124     | 12 نوفمبر 2013 | 15-0-0                                           | الوضع في الصومال                                                                               |
| 2125     | 18 نوفمبر 2013 | 15-0-0                                           | الوضع في الصومال                                                                               |
| 2126     | 25 نوفمبر 2013 | 15-0-0                                           | الوضع في السودان و جنوب السودان                                                                |
| 2127     | 5 ديسمبر 2013  | 15-0-0                                           | الوضع في جمهورية أفريقيا الوسطى                                                                |
| 2128     | 10 ديسمبر 2013 | 15-0-0                                           | الثناء على التقدم الحكومي في ليبيريا                                                           |
| 2129     | 17 ديسمبر 2013 | 15-0-0                                           | إعادة تأكيد مكافحة الإرهاب                                                                     |
| 2130     | 18 ديسمبر 2013 | 15-0-0                                           | إعادة تأكيد المحكمة الجنائية الدولية ليوغوسلافيا السابقة                                       |
| 2131     | 18 ديسمبر 2013 | 15-0-0                                           | الوضع في الشرق الأوسط                                                                          |
| 2132     | 24 ديسمبر 2013 | 15-0-0                                           | الوضع في جنوب السودان                                                                          |
| 2133     | 27 يناير 2014  | 15-0-0                                           | على التهديدات لفيالسلم والأمن الدوليين الناجم عن الأعمال الإرهابية                             |
| 2134     | 28 يناير 2014  | 15-0-0                                           | الوضع في جمهورية أفريقيا الوسطى                                                                |
| 2135     | 30 يناير 2014  | 15-0-0                                           | الحالة في قبرص، تمدد ولاية قوة الأمم المتحدة لحفظ السلام                                       |
| 2136     | 30 يناير 2014  | 15-0-0                                           | الحالة في جمهورية الكونغو الديمقراطية                                                          |
| 2137     | 13 فبراير 2014 | 15-0-0                                           | الحالة في بوروندي                                                                              |
| 2138     | 13 فبراير 2014 | 15-0-0                                           | الوضع في دارفور                                                                                |
| 2139     | 22 فبراير 2014 | 15-0-0                                           | وصول المساعدات الإنسانية إلى سوريا                                                             |
| 2140     | 26 فبراير 2014 | 15-0-0                                           | الوضع في اليمن                                                                                 |
| 2141     | 5 مارس 2014    | 15-0-0                                           | كوريا الشمالية                                                                                 |
| 2142     | 5 مارس 2014    | 15-0-0                                           | الوضع في الصومال                                                                               |
| 2143     | 7 مارس 2014    | 15-0-0                                           | الأطفال والصراع المسلح                                                                         |
| 2144     | 14 مارس 2014   | 15-0-0                                           | الحالة في ليبيا                                                                                |
| 2145     | 17 مارس 2014   | 15-0-0                                           | الوضع في أفغانستان                                                                             |
| 2146     | 19 مارس 2014   | 15-0-0                                           | الحالة في ليبيا                                                                                |
| 2147     | 28 مارس 2014   | 15-0-0                                           | حالة جمهورية الكونغو الديمقراطية                                                               |
| 2148     | 3 أبريل 2014   | 15-0-0                                           | الحالة في السودان                                                                              |
| 2149     | 10 أبريل 2014  | 15-0-0                                           | الحالة في جمهورية أفريقيا الوسطى                                                               |
| 2150     | 16 أبريل 2014  | 15-0-0                                           | منع ومكافحة الإبادة الجماعية وغيرها من الجرائم الخطيرة بموجب القانون الدولي                    |
| 2151     | 28 أبريل 2014  | 15-0-0                                           | إصلاح قطاع الأمن                                                                               |
| 2152     | 29 أبريل 2014  | 15-0-0                                           | الوضع في الصحراء الغربية                                                                       |
| 2153     | 29 أبريل 2014  | 15-0-0                                           | الحالة في ساحل العاج                                                                           |
| 2154     | 8 مايو 2014    | 15-0-0                                           | الكابتن مبي دياغن وميدالية لشجاعة استثنائية                                                    |
| 2155     | 27 مايو 2014   | 15-0-0                                           | الوضع في جنوب السودان                                                                          |
| 2156     | 29 مايو 2014   | 15-0-0                                           | فصل السودان و جنوب السودان                                                                     |
| 2157     | 29 مايو 2014   | 15-0-0                                           | الحالة في غينيا                                                                                |
| 2158     | 29 مايو 2014   | 15-0-0                                           | الوضع في الصومال                                                                               |
| 2159     | 9 يونيو 2014   | 15-0-0                                           | يمدد ولاية لجنة مراقبة العقوبات ضد إيران                                                       |
| 2160     | 17 يونيو 2014  | 15-0-0                                           | التهديدات للسلم والأمن الدوليين الناجمة عن أعمال إرهابية من طالبان                             |
| 2161     | 17 يونيو 2014  | 15-0-0                                           | التهديدات للسلم والأمن الدوليين الناجمة عن الأعمال الإرهابية التي ارتكبها تنظيم القاعدة        |
| 2162     | 25 يونيو 2014  | 15-0-0                                           | تمدد ولاية عملية الأمم المتحدة في كوت ديفوار                                                   |
| 2163     | 25 يونيو 2014  | 15-0-0                                           | تمدد ولاية قوة الأمم المتحدة لمراقبة فض الاشتباك                                               |
| 2164     | 25 يونيو 2014  | 15-0-0                                           | تمدد ولاية بعثة الأمم المتحدة المتكاملة المتعددة الأبعاد لتحقيق الاستقرار في مالي              |
| 2165     | 14 يوليو 2014  | 15-0-0                                           | الوضع الإنساني في سوريا وإنشاء آلية مراقبة                                                     |
| 2166     | 21 يوليو 2014  | 15-0-0                                           | أوكرانيا و الخطوط الجوية الماليزية الرحلة 17                                                   |
| 2167     | 28 يوليو 2014  | 15-0-0                                           | إعادة تأكيد دعم الاتحاد الأفريقي والتعاون الاتحاد الأوروبي مع عمليات حفظ السلام                |
| 2168     | 30 يوليو 2014  | 15-0-0                                           | قبرص وتمديد مهمة قوة الأمم المتحدة لحفظ السلام في قبرص                                         |
| 2169     | 30 يوليو 2014  | 15-0-0                                           | إدانة داعش، تأكيد امتداد ولاية يونامي                                                          |
| 2170     | 15 أغسطس 2014  | 15-0-0                                           | التهديدات للسلم والأمن الدوليين الناجمة عن داعش و جبهة النصرة                                  |
| 2171     | 21 أغسطس 2014  | 15-0-0                                           | منع الصراعات                                                                                   |
| 2172     | 26 أغسطس 2014  | 15-0-0                                           | إسرائيل، لبنان، اليونيفيل                                                                      |
| 2173     | 27 أغسطس 2014  | 15-0-0                                           | تمدد ولاية الأمم المتحدة لحفظ السلام في دارفور                                                 |
| 2174     | 27 أغسطس 2014  | 15-0-0                                           | الحالة في ليبيا                                                                                |
| 2175     | 29 أغسطس 2014  | 15-0-0                                           | حماية موظفي المنظمات الإنسانية وموظفي الأمم المتحدة والأفراد المرتبطين بها في النزاعات المسلحة |
| 2176     | 15 سبتمبر 2014 | 15-0-0                                           | تمدد ولاية بعثة الأمم المتحدة في ليبريا                                                        |
| 2177     | 18 سبتمبر 2014 | 15-0-0                                           | إنشاء بعثة الأمم المتحدة للتصدي العاجل لفيروس إيبولا                                           |
| 2178     | 24 سبتمبر 2014 | 15-0-0                                           | التهديدات للسلم والأمن الدوليين الناجمة عن الأعمال الإرهابية                                   |
| 2179     | 14 أكتوبر 2014 | 15-0-0                                           | تقارير الأمين العام عن السودان و جنوب السودان                                                  |
| 2180     | 14 أكتوبر 2014 | 15-0-0                                           | هايتي                                                                                          |
| 2181     | 21 أكتوبر 2014 | 15-0-0                                           | الوضع في جمهورية أفريقيا الوسطى                                                                |
| 2182     | 24 أكتوبر 2014 | 13-0-2 (ممتنعون: روسيا، الأردن)                  | الوضع في الصومال                                                                               |
| 2183     | 11 نوفمبر 2014 | 14-0-1 (ممتنعون عن التصويت: روسيا)               | الوضع في البوسنة والهرسك                                                                       |
| 2184     | 12 نوفمبر 2014 | 15-0-0                                           | الوضع في الصومال                                                                               |
| 2185     | 20 نوفمبر 2014 | 15-0-0                                           | عمليات حفظ السلام                                                                              |
| 2186     | 25 نوفمبر 2014 | 15-0-0                                           | الوضع في غينيا                                                                                 |
| 2187     | 25 نوفمبر 2014 | 15-0-0                                           | تقارير الأمين العام عن السودان و جنوب السودان                                                  |
| 2188     | 9 ديسمبر 2014  | 15-0-0                                           | الوضع في ليبيريا                                                                               |
| 2189     | 12 ديسمبر 2014 | 15-0-0                                           | الوضع في أفغانستان                                                                             |
| 2190     | 15 ديسمبر 2014 | 15-0-0                                           | الوضع في ليبيريا                                                                               |
| 2191     | 17 ديسمبر 2014 | 15-0-0                                           | الوضع في الشرق الأوسط                                                                          |
| 2192     | 18 ديسمبر 2014 | 15-0-0                                           | الوضع في الشرق الأوسط                                                                          |
| 2193     | 18 ديسمبر 2014 | 14-0-1 (ممتنعون عن التصويت: الاتحاد الروسي)      | المحكمة الدولية - يوغوسلافيا                                                                   |
| 2194     | 18 ديسمبر 2014 | 15-0-0                                           | المحكمة الدولية - رواندا                                                                       |
| 2195     | 19 ديسمبر 2014 | 15-0-0                                           | التهديدات للسلم والأمن الدوليين                                                                |
| 2196     | 22 يناير 2015  | 15-0-0                                           | الحالة في جمهورية أفريقيا الوسطى                                                               |
| 2197     | 29 يناير 2015  | 15-0-0                                           | الحالة في قبرص                                                                                 |
| 2198     | 29 يناير 2015  | 15-0-0                                           | الحالة في جمهورية الكونغو الديمقراطية                                                          |
| 2199     | 12 فبراير 2015 | 15-0-0                                           | التهديدات للسلم والأمن الدوليين الناجمة عن الإرهاب                                             |
| 2200     | 12 فبراير 2015 | 15-0-0                                           | الوضع في جنوب السودان و السودان                                                                |